# Universidad José Cecilio del Valle
La Universidad José Cecilio del Valle es una de las instituciones de educación superior privada con más trayectoria en Honduras. Más de 44 años de experiencia formando profesionales altamente competitivos certifican su calidad académica.

## Historia
La Universidad José Cecilio del Valle es la primera universidad privada en Honduras, fundada por la iniciativa de la Asociación Hondureña para el Fomento de la Educación Superior (Acrónimo: AHFES) y aprobada mediante autorización de la Secretaría de Educación Pública en representación del Estado por Acuerdo No 1605.
Abrió sus puertas al mundo de la educación superior el 23 de febrero de 1978, a cuya inauguración asistieron representantes del Cuerpo Diplomático y de Organismos Internacionales, distinguidos hombres de negocios, intelectuales y numerosas personas que brindaron su simpatía y respaldo moral en pro de su fundación.
Inició su oferta académica con la apertura de las carreras de Arquitectura, Ingeniería Industrial e Ingeniería en Sistemas de Computación, siendo la primera universidad en Honduras en ofrecer dichas carreras. Asimismo, contó con el apoyo de muchas universidades extranjeras, especialmente con universidades de los Estados Unidos de América.

## Actualidad
En la actualidad la UJCV posee una oferta académica de 30 carreras a nivel de Pregrado y Posgrado. Cuenta con dos modernos Campus Académicos en las ciudades de Tegucigalpa y Comayagua, ambos dotados de la mejor tecnología de vanguardia, que complementa la calidad educativa.
Además cuenta con Convenios y Alianzas Estratégicas con universidades e instituciones académicas y empresariales norteamericanas, europeas y latinoamericanas para el fortalecimiento de Programas Académicos y de Investigación.

## Visión
Ser reconocida como una universidad integral de calidad académica, con enfoque de investigación, innovación y el desarrollo de Honduras. 

## Misión
Formar profesionales líderes con visión global y competitiva, con actitud emprendedora, enfoque empresarial y tecnológico, potenciando la investigación, la innovación y la responsabilidad social empresarial.

## Autoridades
- Rector: Julio César Raudales
- Vicerrectora Académica: Martha Mélida Morales
- Vicerrector de Innovación y Desarrollo: Mario Lanza Santamaría
- Vicerrectora Administrativo-Financiero: Jessy Arévalo de Gutiérrez
- Secretaría General: Sayra Vargas
- Director del Campus Comayagua: David Velásquez Recarte

## Oferta Académica

### Pregrado
- Arquitectura
- Ingeniería Civil
- Ingeniería de la Construcción
- Ingeniería Industrial
- Ingeniería Agrícola
- Ingeniería Forestal
- Ingeniería en Infotecnologia
- Ingeniería en Mercadotecnia y Negocios Internacionales
- Licenciatura en Mercadotecnia y Publicidad
- Ingeniería en Negocios y Tecnologías de la Información
- Licenciatura en Relaciones Internacionales y Diplomacia
- Licenciatura en Diseño Gráfico y Comunicación Corporativa
- Licenciatura en Periodismo
- Licenciatura en Diseño de Interiores
- Licenciatura en Gestión del Talento Humano y Productividad Laboral
- Licenciatura en Auditoría y Finanzas
- Licenciatura en Psicología
- Licenciatura en Administración de Empresas
- Licenciatura en Administración de Empresas Turísticas
- Licenciatura en Derecho
- Técnico en Construcción
- Técnico en Administración
- Técnico en Turismo

### Posgrado
- Maestría en Diseño y Planificación Urbana
- Maestría en Derecho del Trabajo y Protección Social
- Maestría en Alta Gerencia de Proyectos
- MBA en Negocios
- MBA en Marketing
- MBA en Finanzas
- MBA en Talento Humano

## Campus Académicos

### Campus Tegucigalpa
Dirección: Colonia Humuya, Avenida Altiplano, Calle Poseidón, Tegucigalpa M.D.C. 

### Campus Comayagua
Dirección: Bulevar Roberto Romero Larios, Colonia Piedras Bonitas, Comayagua.